# Universidad Ulsan
La Universidad de Ulsan fue fundada el 19 de febrero de 1969 como el Instituto de Tecnología de Ulsan. La Universidad fue ascendida a una universidad de pleno derecho el 1 de marzo de 1985. La universidad se encuentra en Mugeo-dong, Ulsan, Corea del Sur. La Universidad cuenta actualmente con unos 10.500 estudiantes matriculados.
La ciudad de Ulsan ha sido reconocida como la capital industrial de Corea que fue construida alrededor de la base corporativa del conglomerado multinacional Hyundai. Así, el conglomerado Hyundai anunció su plan para dar ₩ 40 mil millones para ayudar a una variedad de proyectos de cooperación universidad-industria.
- Datos: Q491717
- Multimedia: University of Ulsan / Q491717

- Wikimedia Commons alberga una categoría multimedia sobre Universidad Ulsan.